# 杨伊琳
楊伊琳（1992年8月26日—），廣東省廣州市花都人，中國女子體操運動員。她亦是一名全能型選手，強項為高低槓，成績僅次於隊友何可欣。

## 背景資料
楊伊琳出生於廣州市花都獅嶺鎮楊二村。5歲開始練習體操，7歲被花都區體操教練鄺錦選材時相中，隨即送到體校受訓。經營小超市的父親楊杜正很贊成女兒練體操，但母親鄧四妹卻擔心孩子吃苦。楊伊琳和楊威的感情好得如親兄妹，她常稱自己和楊威哥哥是國家隊的「楊家軍」。
2020年起，杨伊琳任中山大学体育部讲师。

## 訓練歷程
| 年份   | 體校名稱         | 教練                   |
| 1999年 | 進入廣東花都體校 | 鄺錦星                 |
| 1999年 | 進入廣州偉倫體校 | 楊鍾、朱麗萍           |
| 2003年 | 進入二沙體育學院 | 陳適京，盧利峰，林毅   |
| 2007年 | 進入國家隊       | 陸善真、劉群琳、洪永平 |
| 2003年 | 進入二沙體育學院 | 陳適京，盧利峰，林毅   |

- 2008年，刘群琳退休，鲍献琴充任教练。
- 2010年，广州亚运会火炬传递广东省广州市首棒火炬手。
- 2012年，就读于北京体育学院运动系。
- 2013年，正式退役。[6]

## 強項
- 楊伊琳最出色的項目是高低槓，她的動作連接緊密，轉體姿勢十分漂亮。
- 在2008年奧運時，她高低槓動作的起評分達到了7.7分，與隊友何可欣、美國選手Nastia Liukin相同，幾乎是當時世界上難度最大的。（當時最高難度為7.8，擁有者是英國選手Beth Tweddle）

- 楊伊琳具成熟穩定的氣質，被公認爲中國女子體操隊的「第一美女」。
- 她體形勻稱，身體協調性好，能在比賽中把身體線條美展現出來，佔很大的優勢。
- 疼爱楊伊琳的主管教練劉群琳稱她十分聽話，悟性高，一點就通。[7]

## 荣誉
- 2005年  全國青少年体操錦標賽跳馬冠軍、高低槓冠軍
- 2006年  全國體操錦標賽女子團體冠軍
- 2007年  世界體操錦標賽（德國站）女子團體亞軍、個人全能第六、高低槓季軍
- 2007年  全國體操錦標賽暨首站北京奧運選拔賽 女子個人全能冠軍
- 2008年  法國體操錦標賽個人全能冠軍、高低槓冠軍、平衡木冠軍
- 2008年  體操世界杯（中國天津站）自由體操亞軍、高低槓冠軍
- 2008年  北京奧運會體操女子團體冠軍，是中國隊歷史上首面女子體操團體金牌、個人全能季軍、高低槓季軍
- 2008年  全國體操冠軍賽：個人全能冠軍、高低槓季軍
- 2008年 體操世界盃（德國斯圖加特站）平衡木季軍、自由體操季軍
- 2009年 第十一屆全運會 代表廣東奪得女子團體、個人全能及高低杠銀牌。
- 2010年  全國體操錦標賽女子團體冠軍
- 2010年  世界體操錦標賽女子團體季軍*
- 2010年  第十六屆亞洲運動會女子團體冠軍

## 資料來源
1. ↑  .   [2008-08-13]. （原始内容存档于2019-08-16）.
2. ↑  .   [2008-08-15]. （原始内容存档于2019-08-19）.
3. ↑  . 羊城晚报. 2023-03-13  [2024-12-05]. （原始内容存档于2025-01-23）.
4. ↑  . 南方网. 2021-08-16  [2024-12-05]. （原始内容存档于2025-01-20）.
5. ↑  . 广东省体育局. 2019-12-03  [2020-12-09].
6. 1 2  . 广州体育职业技术学院.   [2020-12-09]. （原始内容存档于2020-03-13）.
7. ↑  .   [2008-08-15]. （原始内容存档于2019-08-20）.

## 外部連結
- 杨伊琳在西瓜视频